# Escalada (Burgos)
Escalada es una localidad española perteneciente al municipio burgalés de Valle de Sedano, en Castilla y León. Se encuentra en la comarca de Páramos.

## Geografía

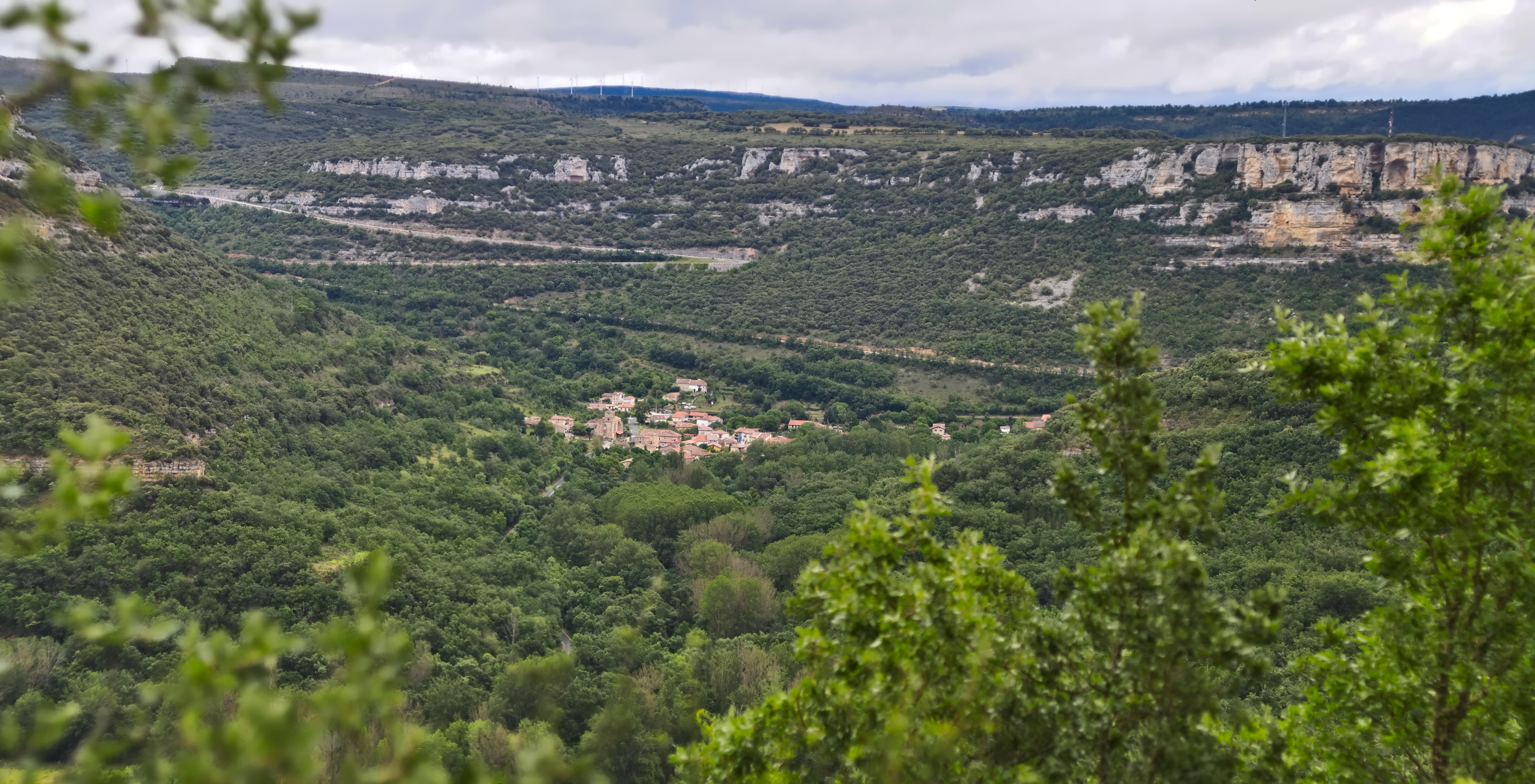
Escalada enclavada en el valle del Ebro, vista desde el sur

La localidad se encuentra en el norte de la provincia de Burgos, en la comunidad autónoma de Castilla y León. Pertenece al Ayuntamiento de Valle de Sedano. Limita al norte con Turzo, al oeste con Orbaneja del Castillo, al sur con Quintanilla Escalada y al este con Pesquera de Ebro.
Está situada en la ribera del río Ebro, en la comarca de Páramos. Se encuentra en el espacio natural de las Hoces del Alto Ebro y Rudrón. Partiendo de la N-623 pasando Quintanilla Escalada la carretera BU-643 llega hasta este pueblo y luego continúa hasta Orbaneja del Castillo y Valderredible.

## Historia
Escalada se fundó en la Alta Edad Media como el resto de localidades del entorno. Estos pueblos nacieron con el nuevo sistema de producción de base feudal. La base de todo este sistema estaba basado en el sector primario tanto en la agricultura como ganadería y explotación del arbolado tanto de bosques como de cultivo. En la Alta Edad Media existió la colegiata de San Martín de Escalada, en la actualidad desaparecida. Al final de la Baja Edad Media y Edad Moderna el señorío jurisdiccional lo detentaba el marqués de Aguilar de Campoo.

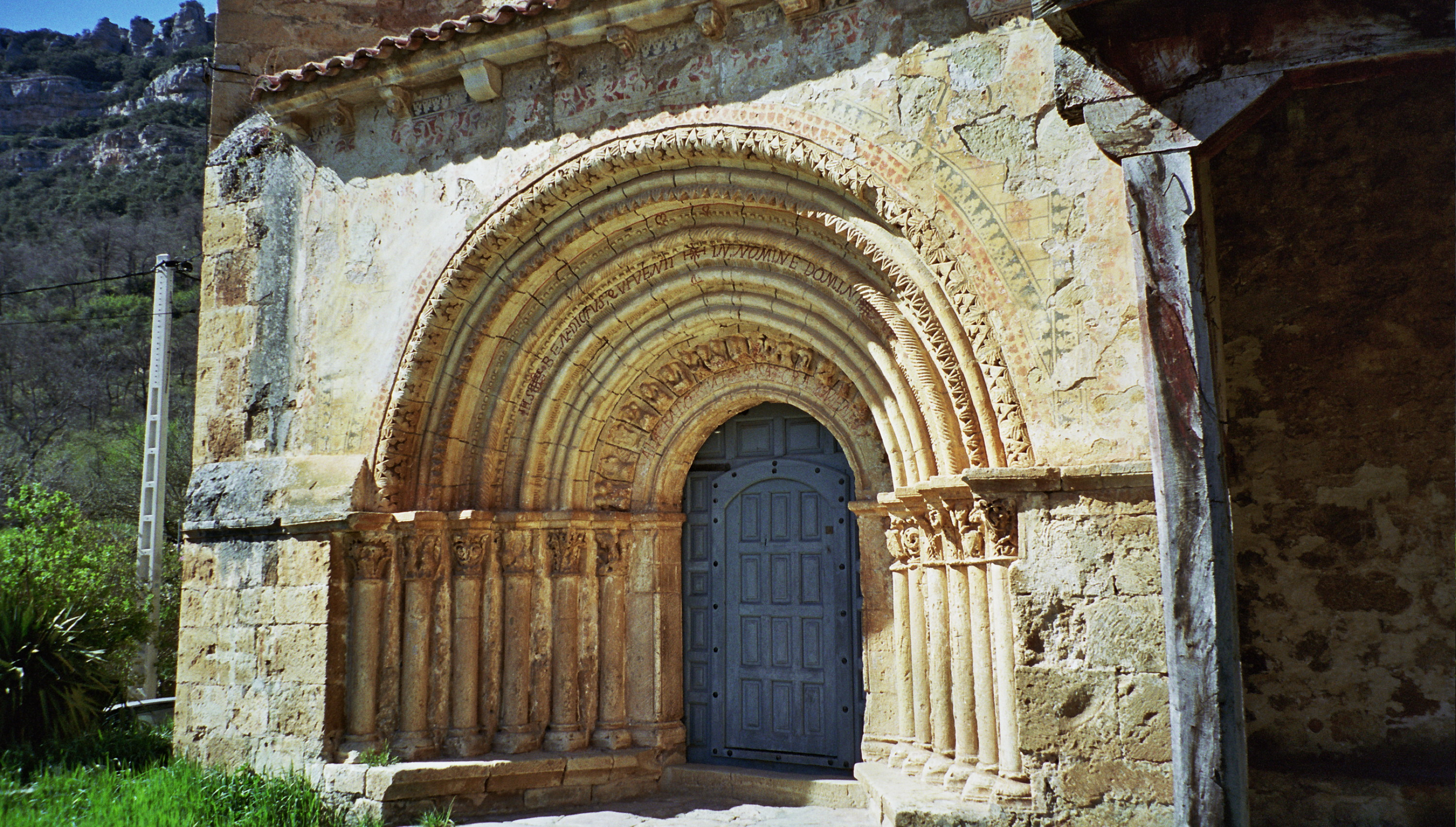
Portada románica de la iglesia

En el censo de 1842 contaba con 22 hogares y 88 vecinos. Entre el censo de 1981 y el anterior, este municipio desapareció. Contaba entonces con una superficie de 2205 hectáreas, 34 hogares y 113 vecinos.
En las elecciones generales de 1933 la distribución de votos en Escalada habría sido la siguiente: Candidatura Agraria de Unión Central de Derechas (98), Coalición Católico-Agraria burgalesa (83), Candidatura de la República (gubernamental) (173), Conjunción Republicano-Socialista (112), Candidatura Republicana conservadora (58), Acción Rural (56) y comunistas (10). En total los votos para las fuerzas de derecha habría sido de 237 y para las de izquierda 353.
En las elecciones generales de 1936 la distribución de votos en la localidad habría sido la siguiente: Frente contrarrevolucionario de derechas (129), Frente Popular (418), Agraristas (28) y Partido Radical (0). El total de votos para las fuerzas de derecha habría ascendido a 157 y para las de izquierda a 418.
A finales del siglo XX se suprimió la escuela. En la actualidad tiene colegio público de educación infantil y primaria por transformación de la escuela de educación infantil de Quintanilla Escalada. El 4 de junio de 1992, el casco histórico de la localidad fue declarado bien de interés cultural, con categoría de conjunto histórico, por la Junta de Castilla y León, mediante un decreto publicado el día 10 de ese mismo mes en el Boletín Oficial de Castilla y León.
Campaña 2024
Restauremos el retablo de Escalada: Iglesia de Santa María la Mayor de Escalada (Burgos)es el título del micromecenazgo que se celebra entre el día 30 de marzo al 8 de mayo del año 2024, con destino a la restauración del retablo mayor. 

## Demografía
| Gráfica de evolución demográfica de Escalada entre 1842 y 1970 |
| |
| Población de derecho según los censos de población del INE. Población de hecho según los censos de población del INE.Entre el censo de 1981 y el anterior, este municipio desaparece porque se agrupa en el municipio Valle de Sedano. |

## Patrimonio
Torre-Palacio de los Gallo

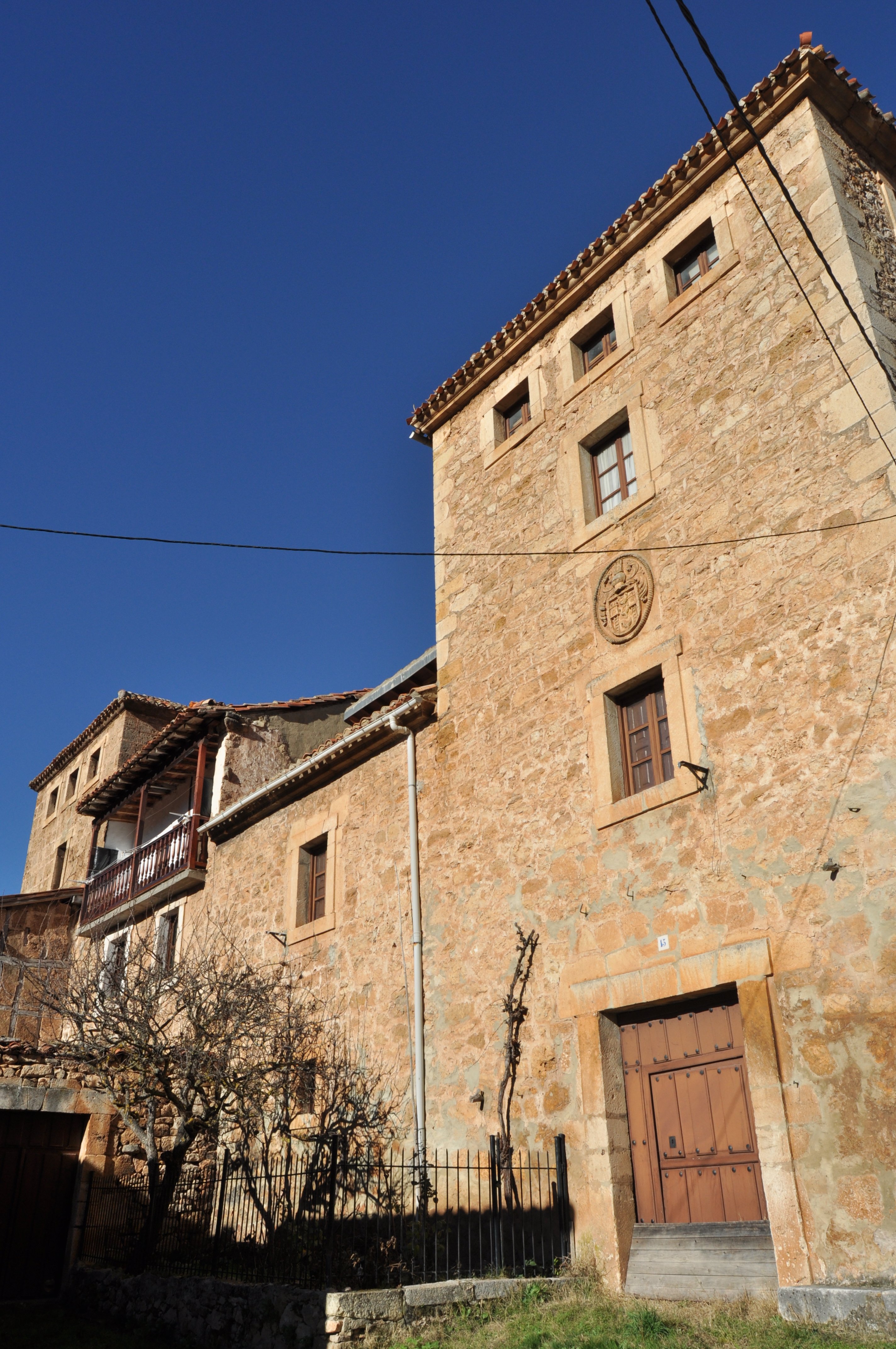
Torre-palacio de los Gallo

Las torres de este palacio, reconstruido en el año 1699 (el palacio original fue quemado en la Baja Edad Media por el i conde de Castañeda como venganza por la muerte de su hermano a manos de Pedro Fernández Gallo) sobresalen del resto del caserío del pueblo. El edificio actual fue reconstruido por Gregorio Antonio Gallo, obispo de Segovia, que trasladó el solar familiar desde la cercana Quintanilla Escalada. La Casa de Gallo ostentó los títulos de duques consortes de Santa Elena y marqueses de Viesca de la Sierra, barones de Male (en Flandes), marqueses de Fuente Pelayo, marqueses de Valdefuentes (a veces referido como Valdefuentes del Cuzco), marqueses de Vallejo, marqueses del Valle de la Colina, condes de Liniers, condes de Cerragería, condes de San Pedro del Álamo y señores de la Torre de Escalada. Existen hoy en España varios ejemplos parecidos de casas palacio edificadas por los Gallo en el norte de Castilla. En los Países Bajos Españoles, en Flandes, se encontraba un palacio llamado 'de las siete torres', propiedad de Juan López Gallo. Catalina de Austria, hija menor de Felipe el hermoso y Juana la loca, que llegaría a ser reina de Portugal, nació en el palacete de García Gallo de Escalada en Torquemada, conocido por aquel entonces como la casa "sobre el río". En Turzo todavía quedan las ruinas de otro palacio de los Gallo, mientras que en Pesquera de Ebro existe una ermita de la familia. El palacete de Moreno Benítez en el número 64 del paseo de la Castellana en Madrid, obra de Joaquín Saldaña, fue mandado construir por José Luis Gallo y Díez de Bustamante, cuyos padres eran también oriundos de Escalada. Estuvo casado con una hermana de Manuel Semprún, alcalde de Madrid en 1927. El hospital de Santa Clotilde en Santander se encuentra en el antiguo palacete de Doña Clotilde Gallo, duquesa de Santa Elena. Los Gallo eran además propietarios de la extensa finca de caza "El Bercial", en Alcolea de Tajo, adquirida tras la amortización por D. Miguel Gallo (nacido en Escalada) a través de subasta pública al Monasterio de las Huelgas en 1870.

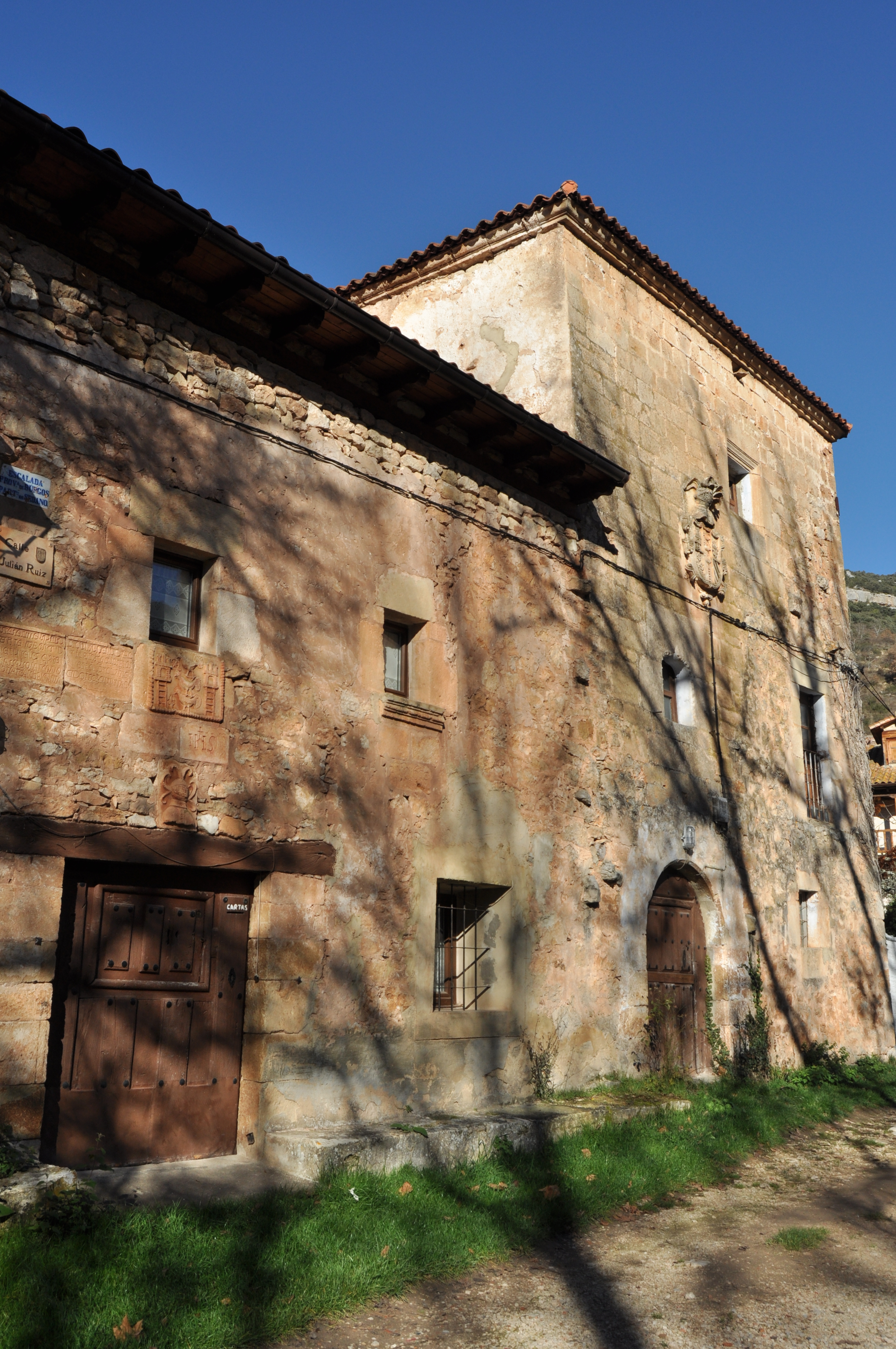
Torre de los Gallo de Alcántara
Torre medieval con gran escudo nobiliario de los Gallo de Alcántara o Gallo-Alcántara, una de las rama menores de la Casa de Gallo.
Iglesia
Situada en lo más alto de la localidad, de su primitiva fábrica conserva una artística portada. Fechada en el último tercio del siglo XII, destaca por la elegante y fina decoración que adorna sus perfectas arquivoltas de medio punto. En su factura se aprecian influencias de distintas escuelas y grupos románicos.

## Personas ilustres
- Francisco Gallo y Díez de Escalada (24 de octubre de 1856-18 de junio de 1918). Nacido en la localidad, viajó a Perú y allí generó grandes negocios relacionados con el comercio y la minería. Fundó la Compañía Minera Atacocha, importante empresa que cotizaba en la Bolsa de Lima y que pasó a formar parte del Índice General de la Bolsa de Valores de Lima.[24]